# Romentino
Romentino là một thị xã có khoảng 5000 dân ở tỉnh Novara, Piedmont (Northern Ý) 8 km Về phía đông của Novara và 40 km về phía tây của Milano. Thị xã có dân số khoảng 18 km2.